# Alleanza per l'Impiego, il Benessere e l'Integrazione
L'Alleanza per l'Impiego, il Benessere e l'Integrazione (in albanese Aleanca për Punësim, Mirëqenie dhe Integrim, APMI) è una coalizione elettorale albanese di centrodestra.
L'APMI è stata costituita per le elezioni parlamentari albanesi del 2013 ed è composta da 26 partiti, i cui principali sono il Partito Democratico d'Albania, il Partito Repubblicano d'Albania, il Partito per la Giustizia, l'Integrazione e l'Unità, il Partito Agrario Ambientalista, il Partito Democristiano d'Albania, il Partito Alleanza Democratica.
La coalizione ha ottenuto 56 seggi su 140, venendo battuta dal centrosinistra dell'Alleanza per un'Albania Europea. Il PD ottenne 49 seggi, il PDIU 4, il PR 3.